# 이고리 파클린
이고리 바실리예비치 파클린(러시아어: И́горь Васи́льевич Паклин, 1963년 6월 15일 ~ )은 소련과 키르기스스탄의 은퇴한 육상 선수로 주 종목은 높이뛰기이다. 1987년 세계 선수권 대회 높이뛰기 부문에서 은메달을 획득했다. 현대에 출현한 다른 높이뛰기 선수와 마찬가지로, 포스버리 플롭 스타일을 사용했다.